# Brachiaria dictyoneura
Brachiaria dictyoneura är en gräsart som först beskrevs av Antonio Bey Figari och De Not., och fick sitt nu gällande namn av Otto Stapf. Brachiaria dictyoneura ingår i släktet Brachiaria och familjen gräs. Inga underarter finns listade i Catalogue of Life.